# Crynculus schmalfussi
Crynculus schmalfussi är en insektsart som beskrevs av Andrej Vasiljevitj Gorochov 1996. Crynculus schmalfussi ingår i släktet Crynculus och familjen syrsor. Inga underarter finns listade i Catalogue of Life.